# Дестрем
Дестрем — русский дворянский род.
Происходит из Франции. Французский дворянин, инженер Морис Гугович Дестрем принят в русскую службу в 1810 году. В 1847 г. в чине генерал-лейтенанта получил русское дворянство.
Род Дестрем внесён во II часть Дворянской родословной книги Санкт-Петербургской губернии и затем II часть Дворянской родословной книги Калужской губернии.

## Описание герба
На лазуревом щите серебряный волнистый пояс, над коею две того же металла пятиугольные звезды и одна звезда под оною. Щит украшен дворянским шлемом и короною, над которою два лазуревые орлиные крыла с четырьмя серебряными звездами на оных. Намёт: лазуревый, подложенный серебром.